# Paul Davidsson
Paul Davidsson, född 8 september 1964, är professor i datavetenskap vid Malmö högskola.
Davidsson disputerade i datavetenskap 1996 vid Lunds universitet och arbetade därefter en tid vid Blekinge tekniska högskola och var där grundare av forskargruppen Distributed and Intelligent Systems Laboratory (DISL). År 2012 är Davidsson vice dekan med särskilt ansvar för forskningen vid Fakulteten för teknik och samhälle vid Malmö högskola. Hans forskningsintressen omfattar både teoretiska och praktiska aspekter av agentteknologi, informationssystem och datautvinning. Huvudsakliga tillämpningsområden för forskningen är transport- och energisystem. Resultatet av Davidssons arbete har rapporterats i mer än 150 expertgranskade vetenskapliga artiklar publicerade i internationella tidskrifter, konferensrapporter och böcker. Davidsson är medlem av redaktionen för tre internationella tidskrifter och har varit medlem i programkommittéer för mer än 100 vetenskapliga konferenser och arbetsseminarium. Han är för närvarande även med i styrgruppen för EU:s COST-program för så kallade Agreement Technologies (IC0801) och Autonomous Road Transport Systems Support (TU1102).